# Kædehus
Et kædehus er et hus er bygget sammen i en forskudt række sammen med flere andre huse af samme type, således at de i skellet kun delvist har fælles mur. Boligerne kan også være bygget sammen om en fælles garage, et udhus eller en lignende sekundær bygning.